# Togoische Fußballnationalmannschaft der Frauen
Die togoische Fußballnationalmannschaft der Frauen (Spitzname „Les Éperviers Dames“) repräsentiert Togo im internationalen Frauenfußball. Die Mannschaft untersteht der Fédération Togolaise de Football. Die togoische Mannschaft konnte sich erstmals sportlich für den Afrika-Cup der Frauen 2022 (Fußball-Afrikameisterschaft der Frauen) qualifizieren. Die Mannschaft wurde erstmals in der FIFA-Weltrangliste der Frauen im März 2022 auf Platz 115 geführt.

## Turnierbilanz

### Weltmeisterschaft
Togo nahm erstmals an der Qualifikation für die WM 2007 teil, die über die Fußball-Afrikameisterschaft der Frauen 2006 lief. Dabei musste Togo in der Vorrunde gegen die Mannschaft von São Tomé und Príncipe antreten. Nach einem 3:0 auswärts im ersten Länderspiel, wurde das Rückspiel mit 6:0 gewonnen – bis heute der höchste Sieg. In der zweiten Runde verloren sie dann aber zweimal gegen die Republik Kongo (0:9/höchste Niederlage und 1:3). Zur Qualifikation für die Afrikameisterschaft 2010, die als Qualifikation für die WM 2011 diente, wurde wieder eine Mannschaft gemeldet, dann aber zurückgezogen. Zur Qualifikation für die Afrikameisterschaft 2014 wurde keine Mannschaft gemeldet und an der Qualifikation für den Afrika-Cup 2018 konnte Togo nicht teilnehmen, da die Mannschaft nach Meldung zur Qualifikation für den Afrika-Cup der Frauen 2016 zurückgezogen wurde. Für den Afrika-Cup der Frauen 2022 konnte sich Togo dann wieder qualifizieren und hat damit die Chance sich für die WM 2023 zu qualifizieren. Nach einem 5:0-Sieg in der ersten Runde in São Tomé und Príncipe, traten die Gegnerinnen zum Rückspiel in Togo nicht mehr an. In der zweiten Runde setzte sich Togo mit zwei 2:1-Siegen gegen Gabun durch.
| Jahr | Ergebnis           |
| ---- | ------------------ |
| 1991 | nicht teilgenommen |
| 1995 | nicht teilgenommen |
| 1999 | nicht teilgenommen |
| 2003 | nicht teilgenommen |
| 2007 | nicht qualifiziert |
| 2011 | zurückgezogen      |
| 2015 | nicht teilgenommen |
| 2019 | nicht zugelassen   |
| 2023 | nicht qualifiziert |

### Afrikameisterschaft
| - 1991 (inoff.): nicht teilgenommen - 1995 (inoff.): nicht teilgenommen - 1998: nicht teilgenommen - 2000: nicht teilgenommen - 2002: nicht teilgenommen | - 2004: nicht teilgenommen - 2006: nicht qualifiziert - 2008: nicht teilgenommen - 2010: zurückgezogen - 2012: nicht teilgenommen | - 2014: nicht teilgenommen - 2016: zurückgezogen - 2018: nicht zugelassen - 2022: Vorrunde |

### Olympische Spiele
| - 1996: nicht teilgenommen - 2000: nicht teilgenommen - 2004: nicht teilgenommen - 2008: nicht teilgenommen | - 2012: nicht teilgenommen - 2016: nicht teilgenommen - 2020: nicht teilgenommen - 2024: nicht gemeldet |

### Afrikaspiele
- 2003: nicht teilgenommen
- 2007: nicht teilgenommen
- 2011: nicht teilgenommen
- 2015: nicht teilgenommen
- 2019: nicht teilgenommen

### WAFU Zone B Women’s Cup
- 2018: Vorrunde
- 2019: Vorrunde

## Letzte/nächste Spiele
| Datum      | Ergebnis | Gegner   |   | Austragungsort   | Anlass                   | Bemerkungen |
| ---------- | -------- | -------- | - | ---------------- | ------------------------ | ----------- |
| 17.02.2022 | 2:1      | Gabun    | H | Lomé             | Afrika-Cup-Qualifikation |             |
| 22.02.2022 | 2:1      | Gabun    | A | Libreville (GAB) | Afrika-Cup-Qualifikation |             |
| 03.07.2022 | 1:4      | Tunesien | * | Casablanca (MAR) | Afrika-Cup-Gruppenspiel  |             |
| 06.07.2022 | 1:1      | Kamerun  | * | Casablanca (MAR) | Afrika-Cup-Gruppenspiel  |             |
| 09.07.2022 | 1:4      | Sambia   | * | Rabat (MAR)      | Afrika-Cup-Gruppenspiel  |             |

## Spiele gegen Nationalmannschaften deutschsprachiger Länder
Bisher gab es noch keine Spiele gegen Deutschland, Liechtenstein, Österreich und die Schweiz.